# BDSwiss
BDSwiss es empresa multinacional de inversión en activos múltiples, centrada en proporcionar servicios financieros. Tiene oficinas registradas en Chipre. En agosto de 2022, cuenta con más de 1.500 millones de clientes de 186 países

## Historia
BDSwiss fue fundado en 2012 y era la marca con licencia de Keplero Holdings Ltd, que posteriormente fue renombrada a BDSwiss Hodlings PLC.
En 2013 BDswiss empezó como firma de opciones binarias, bajo la plataforma SpotOption.
En 2016 la compañía empezó a ofrecer CFD (contrato por diferencia) y Forex mediante la conocida plataforma MetaTrader4 y bajo el nombre comercial SwissMarkets empezó a operar bajo el tipo de bróker STP.
En 2017 BDswiss lanzó sus aplicaciones para el trading de CFD (contratos por diferencia) desde teléfono móviles tanto para iOS como para Android.
En 2018 BDSwiss siguiendo el anuncio de la European Securities and Markets Authority (ESMA) la compañía dejó de ofrecer opciones binarias y anunció su nuevo WebTrader y Academia de Trading, además de su expansión a los mercados asiáticos.
En 2022 el bróker BDSwiss dejó de formar parte de la NFA (Asociación Nacional de Futuros de Estados Unidos), por lo que no puede ofrecer sus productos a clientes estadounidenses.

## Países hispanoparlantes donde BDSwiss acepta clientes
Actualmente BDSwiss acepta la apertura de cuenta en todos los territorios de América Latina. En 2022 BDSwiss no acepta nuevos traders con residencia fiscal en España, aunque sigue permitiendo que los clientes ya registrados puedan operar con normalidad.